# France Marolt
France Marolt, slovenski glasbenik, zborovodja in etnolog, * 21. junij 1891, Brdo pri Lukovici, † 7. april 1951, Ljubljana.

## Mladost
Rodil se je v glasbeno nadarjeno družino. Njegov oče je bil učitelj in je vodil pevski krožek, poleg tega pa je bil tudi organist v farni cerkvi na Brdu. Kasneje se je družina preselila v Ljubljano, kjer je France obiskoval gimnazijo. Že takrat je s sošolci ustanovil oktet, ki ga je tudi vodil. Maturiral je leta 1912. Prvo glasbeno izobrazbo je dobil v domači hiši pri očetu, ki ga je seznanil s teorijo in harmonijo. Pri Antonu Foersterju je končal Orglarsko šolo, obiskoval pa je tudi šolo Glasbene Matice pri Mateju Hubadu.
Poleg glasbe ga je veselila tudi matematika in šport. Športno je sodeloval v telovadnem društvu Sokol.
Ob izbruhu prve svetovne vojne je bil poslan na fronto v Galicijo. Na fronti je zbolel in bil poslan v bolnišnico v Gradec. Po okrevanju je bil poslan na soško fronto, kjer je bil težko ranjen.

## Glasbeno delovanje
Med letoma 1919 in 1924 je vodil Primorski kvartet (poznejši Slovenski kvartet), nato je bil pomožni zborovodja pri pevskem zboru Glasbene matice in hkrati glasbeni kritik pri reviji Ljubljanski zvon. Pri tem delu je spoznal dr. Stanka Vurnika, ki mu je kasneje pomagal, da je leta 1926 začel ustanavljati svoj pevski zbor, ki ga je sestavil iz študentov ljubljanske univerze in ga poimenoval Akademski pevski zbor. Prvi koncert zbora je bil leta 1927 v Mariboru, zadnji pa 12. decembra 1941 v Ljubljani, pod italijansko okupacijo. Marolt je zbor odlično vodil in ga umetniško usmerjal. Zanj je prirejal ljudske pesmi, za kar je pridobil tudi sodelavce med vidnimi skladatelji, ki so mu pri tem delu pomagali. Leta 1929 je Marolt za tri leta opustil vodenje zbora in se posvetil zbiranju slovenskega glasbenega izročila. Gradivo je začel zapisovati leta 1931 v Beli krajini. Leta 1932 se je sicer vrnil k APZ, etnomuzikološkega dela pa ni povsem opustil. Leta 1933 je nadaljeval začeto delo in v Ziljski dolini zbral veliko število ljudskih pesmi in obredov, ki jih je kasneje izdal v samostojni publikaciji. 
Leta 1934 je s pomočjo Glasbene matice ustanovil in začel voditi Folklorni inštitut. Do leta 1944 je požrtvovalno opravljal vse delo brez ustrezne opreme, denarne podpore in sodelavcev. Organiziral je več prireditev za ohranitev slovenskih folklornih znamenitosti: 1935 koroški dan, 1936 belokranjski dan in 1939 folklorni festival v Mariboru.
Leta 1948 je skupaj z M. Tomcem začel izdajati Zbirko pokrajinskih pesmaric za mladino. Od leta 1946 do smrti je predaval etnomuzikologijo na Akademiji za glasbo. Akademsko folklorno skupino France Marolt je leta 1948 ustanovil France Marolt, prvi slovenski etnomuzikolog. S samo tremi pari je postavil temelje razvoja največje slovenske folklorne skupine, ki danes redno nastopa tako doma kot v tujini in svoje občinstvo vedno znova navduši z letno produkcijo na največjem odru v Sloveniji – Gallusovi dvorani Cankarjevega doma v Ljubljani.

## Dela
- Visóki réj pod lipom': (ziljski obredni ples), 1935
- Slovenski ljudski plesi Koroške (skupaj z Marijo Šuštar, Ljubljana : Glasbeno narodopisni institut, 1958)
- Petnajst slovenskih ljudskih pesmi (izdal in založil APZ)
- Slovenske narodoslovne študije. Zv. 1, Tri obredja iz Zilje (V Ljubljani : Glasbena Matica, 1935)
- Slovenske narodoslovne študije. Zv. 2, Tri obredja iz Bele Krajine (V Ljubljani : Glasbena Matica, 1936)
- Slovenske narodoslovne študije. Zv. 3, Gibno-zvočni obraz Slovencev (V Ljubljani : Glasbena Matica, 1954)
- Slovenske narodoslovne študije. Zv. 4, Slovenski glasbeni folklor (V Ljubljani : Glasbena Matica, 1954)
- Pevska vadnica
- študija Slovenske prvine v kočevski ljudski pesmi
- iz češčine je prevedel opero Rusalka: romantična opera v treh dejanjih (spisal Jaroslav Kvapíl, uglasbil Antonin Dvořak, 1924)